# هونج 10
هونج 10 (هانغل: 김홍열) هو راقصة باليه ‏ كوري الجنوبي، ولد في 16 فبراير 1985 في كوريا الجنوبية.